# Kabinet-De Mita
Het kabinet–De Mita was de Italiaanse regering van 13 april 1988 tot 22 juli 1989. Het kabinet werd gevormd door de politieke partijen DC, PSI, PRI, PLI en PSDI na het aftreden van Giovanni Goria waarna Ciriaco De Mita van de Democrazia Cristiana (DC) werd benoemd als de nieuwe premier.

## Kabinet–De Mita (1988–1989)
| Ambtsbekleder | Ambtsbekleder            | Ambtsbekleder                        | Functie                                  | Ambtstermijn    | Ambtstermijn    | Partij |
| ------------- | ------------------------ | ------------------------------------ | ---------------------------------------- | --------------- | --------------- | ------ |
|               | Ciriaco De Mita          | Ciriaco De Mita (1928–2022)          | Premier                                  | 13 april 1988   | 22 juli 1989    | DC     |
|               | Gianni De Michelis       | Gianni De Michelis (1940–2019)       | Vicepremier                              | 13 april 1988   | 22 juli 1989    | PSI    |
|               | Riccardo Misasi          | Riccardo Misasi (1932–2000)          | Secretaris- generaal                     | 13 april 1988   | 22 juli 1989    | DC     |
|               | Antonio Gava             | Antonio Gava (1930–2008)             | Minister van Binnenlandse Zaken          | 13 april 1988   | 16 oktober 1990 | DC     |
|               | Giulio Andreotti         | Giulio Andreotti (1919–2013)         | Minister van Buitenlandse Zaken          | 4 augustus 1983 | 22 juli 1989    | DC     |
|               | Emilio Colombo           | Emilio Colombo (1920–2013)           | Minister van Financiën                   | 13 april 1988   | 22 juli 1989    | DC     |
|               | Giuliano Amato           | Giuliano Amato (1938)                | Minister van de Schatkist                | 28 juli 1987    | 23 juli 1989    | PSI    |
|               | Amintore Fanfani         | Amintore Fanfani (1908–1999)         | Minister van het Budget                  | 13 april 1988   | 22 juli 1989    | DC     |
|               | Giuliano Vassalli        | Giuliano Vassalli (1915–2009)        | Minister van Justitie                    | 28 juli 1987    | 1 februari 1991 | PSI    |
|               | Adolfo Battaglia         | Adolfo Battaglia (1930)              | Minister van Economische Zaken           | 28 juli 1987    | 11 april 1991   | PRI    |
|               | Valerio Zanone           | Valerio Zanone (1936–2016)           | Minister van Defensie                    | 28 juli 1987    | 22 juli 1989    | PLI    |
|               | Carlo Donat-Cattin       | Carlo Donat- Cattin (1919–1991)      | Minister van Volksgezondheid             | 1 augustus 1986 | 22 juli 1989    | DC     |
|               | Rino Formica             | Rino Formica (1927)                  | Minister van Arbeid en Sociale Zaken     | 28 juli 1987    | 22 juli 1989    | PSI    |
|               | Giovanni Galloni         | Giovanni Galloni (1927–2018)         | Minister van Onderwijs                   | 28 juli 1987    | 22 juli 1989    | DC     |
|               | Giorgio Santuz           | Giorgio Santuz (1936)                | Minister van Transport                   | 13 april 1988   | 22 juli 1989    | DC     |
|               | Enrico Ferri             | Enrico Ferri (1942–2020)             | Minister van Infrastructuur              | 13 april 1988   | 22 juli 1989    | PSDI   |
|               | Calogero Mannino         | Calogero Mannino (1939)              | Minister van Landbouw                    | 13 april 1988   | 27 juli 1990    | DC     |
|               | Giorgio Ruffolo          | Giorgio Ruffolo (1926–2023)          | Minister van Milieu                      | 28 juli 1987    | 28 juni 1992    | PSI    |
|               | Vincenza Bono Parrino    | Vincenza Bono Parrino (1942)         | Minister van Cultuur                     | 13 april 1988   | 22 juli 1989    | PSDI   |
|               | Oscar Mammì              | Oscar Mammì (1926–2017)              | Minister van Communicatie                | 28 juli 1987    | 11 april 1991   | PRI    |
|               | Franco Carraro           | Franco Carraro (1939)                | Minister van Toerisme                    | 28 juli 1987    | 22 juli 1989    | PSI    |
|               | Sergio Mattarella        | Sergio Mattarella (1941)             | Minister voor Parlementaire Betrekkingen | 28 juli 1987    | 22 juli 1989    | DC     |
|               | Paolo Cirino Pomicino    | Paolo Cirino Pomicino (1939)         | Minister voor Publieke Diensten          | 13 april 1988   | 22 juli 1989    | DC     |
|               | Renato Ruggiero          | Renato Ruggiero (1930–2013)          | Minister voor Buitenlandse Handel        | 28 juli 1987    | 11 april 1991   | PSDI   |
|               | Antonio Mario La Pergola | Antonio Mario La Pergola (1931–2007) | Minister voor Europese Zaken             | 28 juli 1987    | 22 juli 1989    | PSDI   |
|               | Antonio Maccanico        | Antonio Maccanico (1924–2013)        | Minister voor Regionale Zaken            | 13 april 1988   | 22 juli 1989    | PRI    |
|               | Carlo Tognoli            | Carlo Tognoli (1938–2011)            | Minister voor Steden- bouwkunde          | 28 juli 1987    | 22 juli 1989    | PSI    |
|               | Rosa Russo Iervolino     | Rosa Russo Iervolino (1936)          | Minister voor Sociale Cohesie            | 28 juli 1987    | 28 juni 1992    | DC     |
|               | Antonio Ruberti          | Antonio Ruberti (1927–2000)          | Minister voor Wetenschaps- beleid        | 28 juli 1987    | 28 juni 1992    | PSI    |
|               | Vito Lattanzio           | Vito Lattanzio (1926–2010)           | Minister voor Noodtoestanden             | 13 april 1988   | 11 april 1991   | DC     |

De Gasperi II · De Gasperi III · De Gasperi IV · De Gasperi V · De Gasperi VI · De Gasperi VII · De Gasperi VIII · Pella · Fanfani I · Scelba · Segni I · Zoli · Fanfani II · Segni II · Tambroni · Fanfani III · Fanfani IV · Leone I · Moro I · Moro II · Moro III · Leone II · Rumor I · Rumor II · Rumor III · Colombo · Andreotti I · Andreotti II · Rumor IV · Rumor V · Moro IV · Moro V · Andreotti III · Andreotti IV · Andreotti V · Cossiga I · Cossiga II · Forlani · Spadolini I · Spadolini II · Fanfani V · Craxi I · Craxi II · Fanfani VI · Goria · De Mita · Andreotti VI · Andreotti VII · Amato I · Ciampi · Berlusconi I · Dini · Prodi I · D'Alema I · D'Alema II · Amato II · Berlusconi II · Berlusconi III · Prodi II · Berlusconi IV · Monti · Letta · Renzi · Gentiloni · Conte I · Conte II · Draghi · Meloni